# Транг (аэропорт)
Аэропорт Транг (тайск. ท่าอากาศยานตรัง), (ИАТА: TST, ИКАО: VTST) — гражданский аэропорт, находящийся в семи километрах от города Транг одноимённой провинции (Таиланд).

## Статистика по аэропорту (2008 год)
- Взлёты/посадки воздушных судов — 870
- Отправлено пассажиров — 51 992
- Транзит — 72
- Прибыло пассажиров — 53 461
- Всего пассажиров — 105 453
- Отправлено грузов — 48 092 кг
- Принято грузов — 100 622 кг
- Отправлено почты — 0 кг
- Принято почты — 0 кг